# ارس تک‌دانه باریک
ارس تک‌دانه باریک (نام علمی: Juniperus angosturana) نام یک گونه از سرده ارس است.